# 比尔·霍格兰
威廉·马里昂·“比尔”·霍格兰（英語：William Marion "Bill" Hougland，1930年6月20日—2017年3月6日），美国篮球运动员，曾代表美国参加1952年夏季奥运会和1956年夏季奥运会男子篮球比赛，均获得金牌。他还是堪萨斯大学杰鹰队1952年NCAA男子篮球全国冠军队成员。